# Hòa ước Trianon

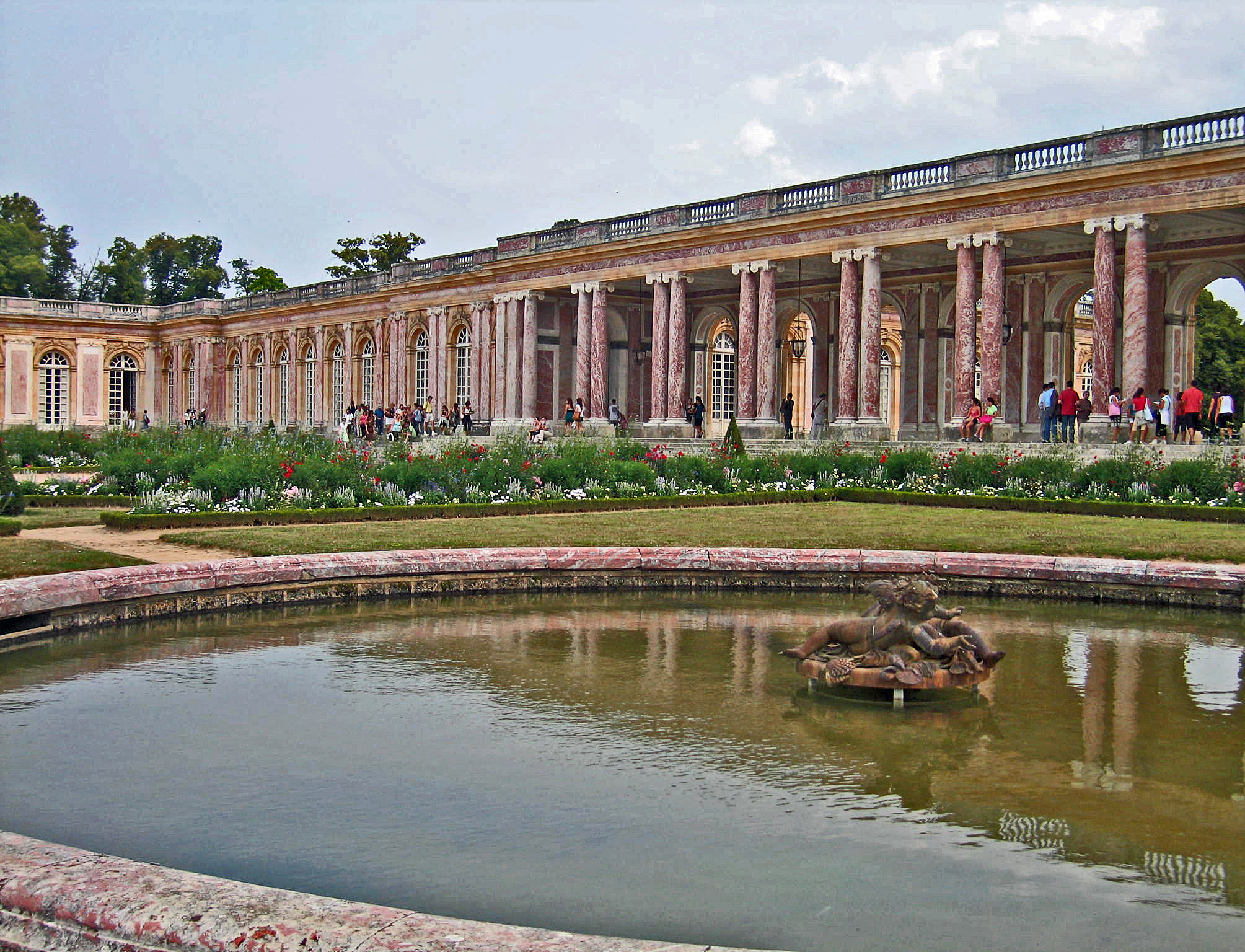
Cung điện Trianon nơi diễn ra việc ký kết hoà ước

Hoà ước Trianon là hoà ước được ký vào ngày 4 tháng 6 năm 1920 tại Cung điện Trianon ở Paris giữa nước bại trận trong Chiến tranh thế giới thứ nhất là Hungary và các nước thắng trận của phe Hiệp ước. Đây là một trong 5 hoà ước thuộc hệ thống hoà ước Versailles.

## Bối cảnh ký kết hòa ước

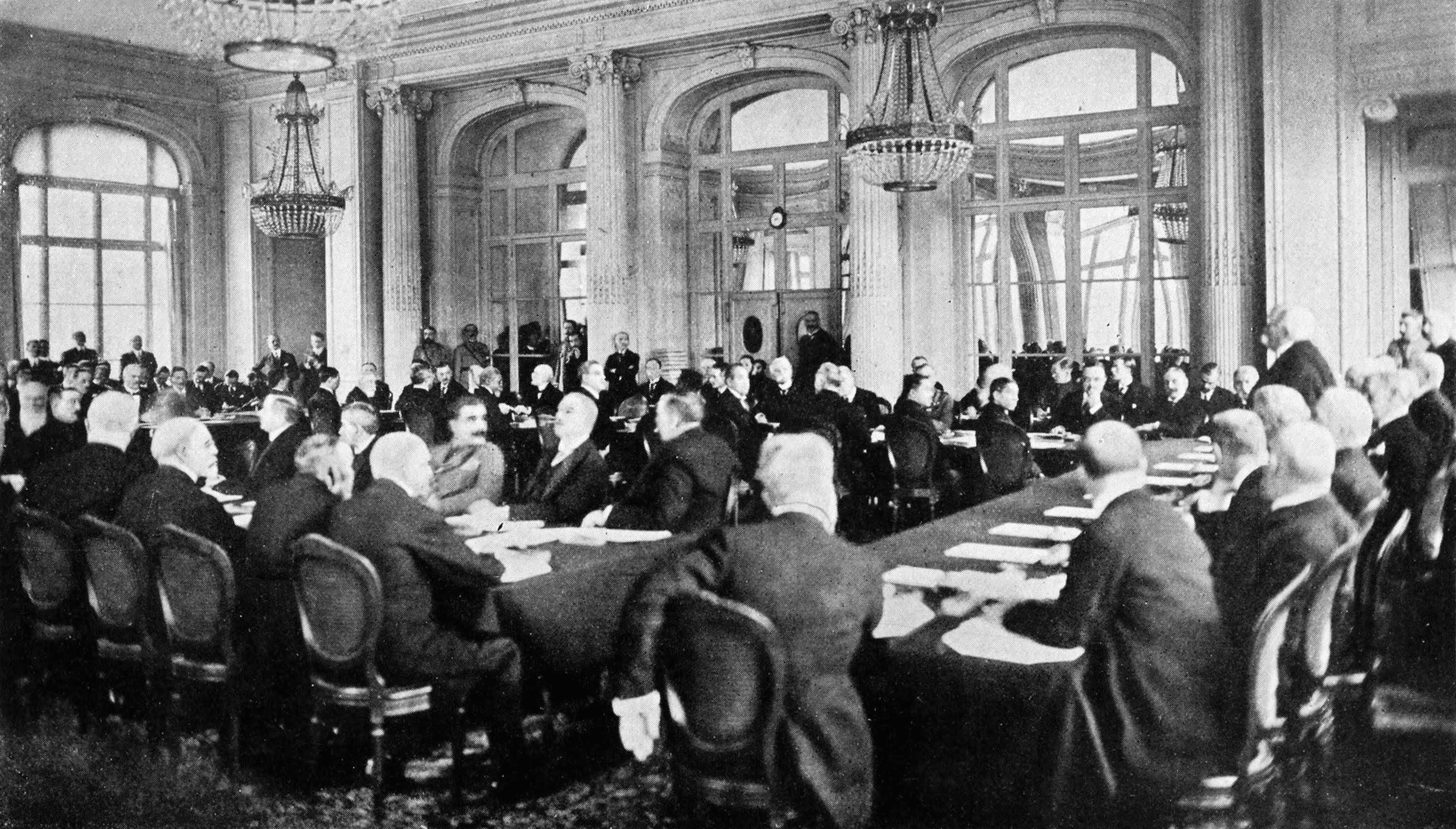
Cảnh ký kết hoà ước

Trước Chiến tranh thế giới thứ nhất, Hungary thuộc Đế quốc Áo-Hung. Trong Chiến tranh thế giới thứ nhất, Đế quốc Áo-Hung theo phe Liên minh Trung tâm và bắt đầu tham chiến từ 28 tháng 7 năm 1914. Ngày 3 tháng 11 năm 1918 Đế quốc Áo-Hung đầu hàng. Trước đó ngày 31 tháng 10 năm 1918 binh lính Hungary đã tổ chức tiến hành khởi nghĩa, đòi thiết lập nhà nước cộng hoà Hungary độc lập và đến ngày 16 tháng 11 năm 1918 chính phủ mới được thành lập tuyên bố lật đổ Vương triều Hasburg và thành lập Cộng hòa Hungary. Sau đó đến ngày 21 tháng 3 Hungary thiết lập chế độ Cộng hoà Xô Viết. Tuy nhiên đến ngày 1 tháng 8 năm 1919 nhà nước Cộng hòa Xô Viết Hungary bị đàn áp do sự can thiệp vũ trang của các nước phe Hiệp ước và sự chống đối của người trong nước. Sau đó Hòa ước Trianon mới được ký kết giữa chính quyền Hungary và các nước thuộc phe Hiệp ước nên Hoà ước Trianon đã được ký muộn hơn Hòa ước Saint-Germain gần 1 năm.

## Nội dung hòa ước

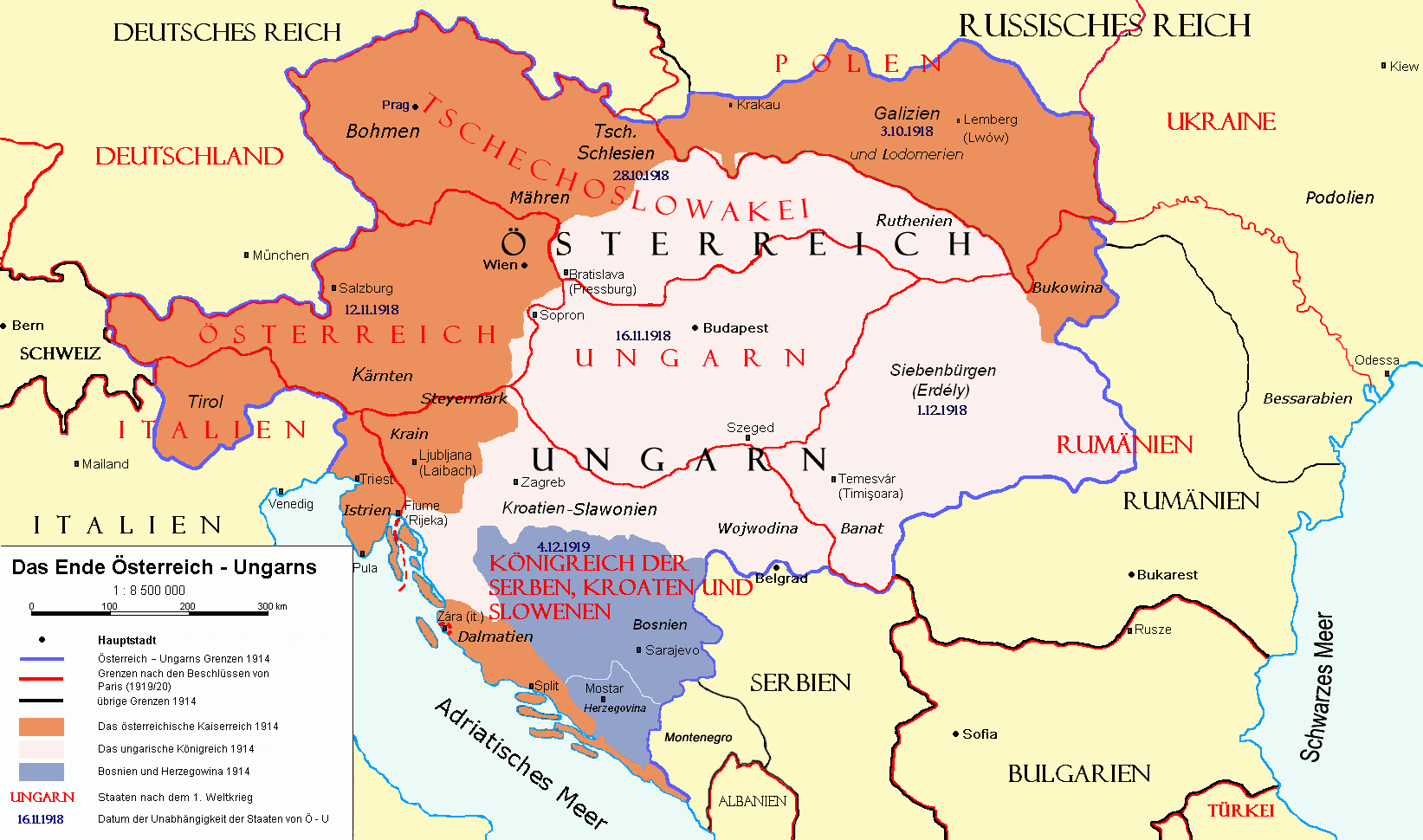
Hungary trước và sau Hoà ước Trianon

Theo Hòa ước Trianon, về lãnh thổ Hungary bị mất đi 61% lãnh thổ, 63% dân cư cho nhiều nước khác như Nam Tư, România và Tiệp Khắc. Diện tích Hungary bị giảm từ 320.000 km² xuống còn 90.000 km², dân số từ 20 triệu xuống còn 8 triệu. Lãnh thổ Hungary bị chia ra như sau:
- Vùng Transilvania giao cho Romania.
- Vùng Burgenland giao cho Áo
- Vùng Slovakia giao cho Tiệp Khắc
- Vùng Baranya, Bács-Bodrog, Torontál, Temes giao cho Nam Tư và Romania.
- Vùng Croatia và Slovenia giao cho Nam Tư.

Ngoài ra Hungary phải trả một khoản tiền lớn bồi thường chiến tranh và chỉ được duy trì một lực lượng quân đội không quá 35.000 người.